# Rocío Heredia Carmona
Rocío Heredia Carmona (España, siglo XX) es una mediadora interétnica en programas para el desarrollo de la comunidad gitana y primera concejala de etnia gitana del ayuntamiento de La Línea de la Concepción en Cádiz.

## Biografía
Mediadora interétnica desde el año 1997 en programas para el desarrollo de la comunidad gitana. Fue secretaria de la asociación de mujeres gitanas Nakera Romi, también fue vocal, y posteriormente, voluntaria en esta asociación. Desde 2015, ha sido concejala del ayuntamiento de La Línea de la Concepción (Cádiz).